# 卡米諾塔撒加拉 (加利福尼亞州)
卡米諾塔薩加拉（英語：Camino Tassajara）是位於美國加利福尼亞州康特拉科斯塔縣的一個人口普查指定地區。

## 地理
卡米諾塔薩加拉的座標為37°47′24″N 121°53′08″W / 37.79000°N 121.88556°W，而該地最高點為海拔高度248米（即814英尺）。

## 人口
根據2010年美國人口普查的數據，卡米諾塔薩加拉的面積為3.265平方千米，當中陸地面積為3.265平方千米，而水域面積為0.000平方千米。當地共有人口2197人，而人口密度為每平方千米672人。